# Зарех
Зарех (также известен как Зариадрис и Зариадр; арм. Զարեհ) — царь армянского царства Софена. Происходил из армянской царской династии Ервандидов.

## Биография
Зарех происходил из армянской царской династии Ервандидов. Страбон упоминает о том, что Зарех служил царю государства Селевкидов Антиоху III Великому в качестве полководца.
После неудачной попытки свергнуть власть Селевкидов в Софене по приказу Антиоха был убит её царь Ксеркс. На вакантное место правителя армянского царства Софены в качестве сатрапа был назначен Зарех.
В 189 году до н. э., после поражения селевкидской армии в битве при Магнезии, Софена воспользовалась поражением Селевкидов, и Зарех объявил себя самостоятельным властителем. Таким образом Софена вновь приобрела независимость, а её правитель Зарех, объявив себя царем, стал основателем новой армянской династии Шахуни (Шаhуни).
Согласно Апамейскому миру 188 года до н. э., Рим признал Зариадра (Зареха) независимым царём Софены, Акисены и Одомантиды, а Артаксия — Великой Арменией. Его имя упомянуто в надписях царя Арташеса, найденных в южной части современной Армении.